# 보성 해평리 석장승
보성 해평리 석장승(寶城 海枰里 石長생)은 대한민국 전라남도 보성군 득량면 해평리에 있는 장승이다. 1984년 2월 29일 전라남도의 문화재자료 제55호로 지정되었다.

## 개요
장승은 마을입구나 길가에 자리하여 그 마을의 수문신·수호신 등의 구실을 하는 민간신앙의 한 형태이다. 이 석장승은 남·여 한쌍의 모습으로, 마을 입구 길 양 쪽에 1구씩 놓여 있다. 오른쪽 높은 곳의 돌담사이로 서 있는 것이 ‘상원주장군’이고, 길 건너 낮게 서 있는 것이 ‘하원당장군’이다.
상원주 장군은 여자의 형상으로, 민머리에 얼굴은 거의 평면이다. 생김새는 주름진 이마에 갈매기 모양의 눈썹을 가지고 있으며 동그란 눈, 방망이 모양 코, 뚜렷한 콧구멍 등이 표현되어 있다. 또한 약간 벌린 입술 사이로 치아를 희미하게 새겨 넣었으며 턱에는 덩굴 모양 비슷한 무늬를 조각하였다.
하원당 장군은 남자의 형상으로, 역시 민머리이며 몸통 전체는 사각기둥 모양이다. 이마에는 굵은 주름이 있고 눈썹은 위로 치켜올라 갔으며 눈은 튀어나와 있다. 코는 주먹코이고 콧구멍도 선명하게 표현되어 있으며 긴 입은 지그시 다물고 있다. 또한 양쪽 귀도 정교하게 새겼고 수염도 굵게 조각하였다.
원래 개흥사 입구에 놓여 사찰을 수호하던 역할을 담당하였다가, 이 마을로 옮겨진 뒤 당시 바닷길로 운송되었던 조세의 원만한 수송과 주민들의 평안·안정 등을 기원하는 마을의 수호신이 되었다.

## 참고 자료
- 해평리석장승 - 국가유산청 국가유산포털